# Neaetha
Neaetha là một chi nhện trong họ Salticidae.